# Steinau (Delvenau)
L'Steinau és un petit riu de Slesvig-Holstein d'uns 30 km de llargada que venç un desnivell de 60 metres. Neix al mig d'uns prats húmits al sud de Talkau i desemboca al canal Elba-Lübeck a Büchen. Fins a la construcció del canal Elba-Lübeck a la fi del segle xix, era un afluent del Delvenau, entre el canal i el Delvenau queda un petit tram del llit original del riu. Banya els municipis de Talkau, Havekost, Sahms, Klein i Gross Pampau, Nüssau i Büchen. Des del 2005 s'ha iniciat un llarge projecte de renaturalització, que a més contribuirà a una millor protecció contra les aigües altes.
Afluents
- Ellernbek
- Klein Talkauer Au
- Hagedornbek
- Müssener Mühlenbek
- Pampau
- Bek (Schulendorfer Bek)
- Scheidebach
- Rülau